# فيسنتي بويكس
فيسنتي بويكس (بالإسبانية: Vicente Boix)‏ هو كاتب ومؤرخ وبروفيسور وشاعر إسباني، ولد في 1813 في شاطبة في إسبانيا، وتوفي في 1880 في بلنسية في إسبانيا.